# Ryd-Scherhag-Effekt

Schematische Darstellung der Vorgänge in konvergierenden und divergierenden Luftströmungen. Erklärung des Kräftediagramms: Druckgradientkraft (G), Corioliskraft (C), Bewegung eines Luftpaketes (v). Die schwarzen Linien stellen Isobaren dar, Massenverlagerungen sind durch "+" und "-" gekennzeichnet.

Der Ryd-Scherhag-Effekt (nach Valdemar Hansen Ryd und Richard Scherhag) beschreibt Vorgänge in der Meteorologie, die in strömenden Luftmassen in Gebieten mit zu- oder abnehmendem Druckgradienten auftreten. Er spielt also bei der Entstehung dynamischer Druckgebilde eine wichtige Rolle.

## Erklärung
Bei einem Luftpaket, welches sich unter geostrophischen Bedingungen bewegt, gleichen sich die bewegungsverursachende Gradientkraft und die auf das bewegte Luftpaket wirkende Corioliskraft aus. Je größer die Gradientkraft ist, desto schneller bewegt sich das Luftpaket und desto größer ist auch die Corioliskraft. Geostrophische Bedingungen herrschen auf Grund des Reibungseinflusses der Erdoberfläche nur in höheren Schichten der Troposphäre.
Strömt das Luftpaket nun in einen Bereich mit einem höheren Druckgradienten, so folgt die Corioliskraft der Erhöhung der Gradientkraft auf Grund der Massenträgheit der Luft erst verzögert. Der größere Einfluss der Druckgradientkraft in diesem Konvergenzgebiet führt zu einem ageostrophischen Wehen des Windes. In Richtung der Gradientkraft, die immer in Richtung des tieferen Druckes wirkt, findet ein anisobarer Massenversatz statt, also quer zu den Isobaren.
Im Gegensatz dazu erfolgt ein Massenfluss in Richtung des höheren Drucks, wenn sich ein Luftpaket in ein Divergenzgebiet bewegt. Die Anpassung der Windgeschwindigkeit an die örtlichen Bedingungen erfolgt durch die Trägheit wieder verzögert, somit verringert sich auch die Corioliskraft langsamer als die Gradientkraft, d. h. der Einfluss der Corioliskraft auf die Bewegung vergrößert sich. Die Massenverlagerung im Strömungsdelta ist im Vergleich zu den Vorgängen der Bewegung in ein Konvergenzgebiet größer, da die Anfangsgeschwindigkeit der Luft bei Bewegung in das Divergenzgebiet höher ist als beim Eintritt in das Konvergenzgebiet. Insgesamt findet somit ein Massengewinn in Richtung des höheren Drucks statt. Der daraus resultierende Anstieg des Luftdrucks führt zur Herausbildung eines dynamischen Hochdruckgebietes am Boden, auf der Gegenseite verringert sich durch den Massenverlust der Bodendruck und es entsteht ein dynamisches Tiefdruckgebiet.

## Bedeutung
Für das Wettergeschehen über Europa spielt der Ryd-Scherhag-Effekt vor allem bei der Bildung der Azorenhochs und Islandtiefs eine wichtige Rolle. Die Konvergenz- und Divergenzgebiete liegen dabei in den Mäandern der planetarischen Frontalzone, den Rossby-Wellen. Die entstehenden dynamischen Druckgebiete spielen eine entscheidende Rolle beim Ausgleich der einstrahlungsbedingten Energieunterschiede auf der Erde.